# Vollenhovia duodecimalis
Vollenhovia duodecimalis é uma espécie de formiga do gênero Vollenhovia, pertencente à subfamília Myrmicinae.